# Song Jianfeng
Song Jianfeng – chińska judoczka.
Brązowa medalistka igrzysk azjatyckich w 1998. Mistrzyni Azji w 1997. Wygrała igrzyska Azji Wschodniej w 2001 roku.